# Glomerulonefritis
Glomerulonefritis (GN) je bolest bubrega koju karakterizira upala glomerula, a zahvaćeno može biti i tubulointersticijsko područje i male krvne žile. 
GN se klinički može manifestirati kao hematurija i/ili proteinurija, kao nefrotski sindrom ili nefritički sindrom, kao akutno zatajenje bubrega ili kronično zatajenje bubrega.
Glomerulonefritisi se prema patolohistološkom nalazu mogu klasificirati u nekoliko morfoloških oblik, koji se mogu grubo podijeliti na neproliferativne i proliferativne GN. Važnost otkrivanja morfološkog oblika je u tome što pojedini oblik ima određeni klinički tijek i način liječenja. GN može biti primaran (bolest bubrega), i sekundaran kao posljedica infekcija, lijekova, ili sustavnih bolesti koje zahvaćaju bubreg.  

## Morfološka klasifikacija GN
Osnovna gruba podjela primarnih GN na neproliferativne i proliferativne se bazira ne kriteriju proliferacije stanica glomerula. Proliferativni GN se dalje dijele ovisno o vrsti stanica glomerula koje proliferiraju:
- Neproliferativni GN (glomerulopatija):
  - glomerulonefritis minimalnih lezija
  - membranski glomerulonefritis
  - fokalna segmentalna glomeruloskleroza
- Proliferativni GN: 
  - membranoproliferativni glomerulonefritis
  - mezangioproliferativni glomerulonefritis
  - endokapilarni glomerulonefritis

## Klinička slika
Primarni GN se mogu prezetirati određenim kliničkim slikama, a neliječenje bolesti najčešće dovodi do zatajenja bubrega. Najčešće kliničke slike su:
- akutni nefritički sindrom
- brzoprogresivni glomerulonefritis - koji je kliničkopatološki sindrom (uz određenu kliničku sliku ide i određeni patohistološki nalaz), različite etiologije
- kronični glomerulonefritis
- perzistentni glomerulonefritis :
  - manifestira se kao asimptomatski poremećaj u nalazu mokraće
  - nefrotski sindrom

|  | Molimo pročitajte upozorenje o korištenju medicinskih informacija. Ne provodite liječenje bez savjetovanja s liječnikom! |